# Sociedad Anónima del Estado de Transporte Automotor

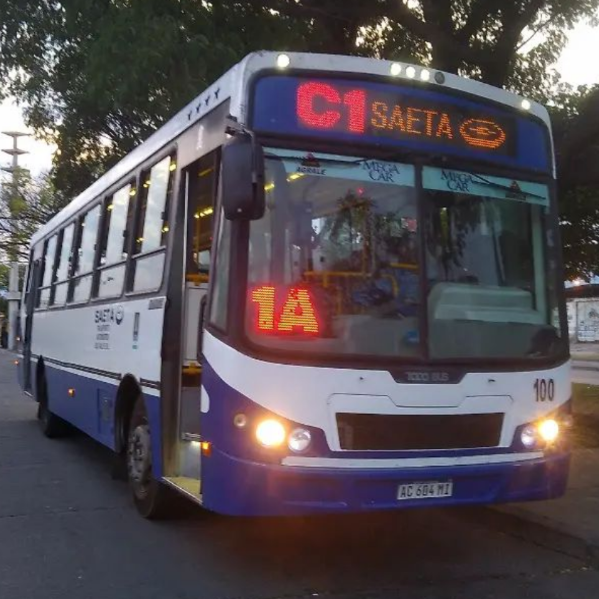
Colectivo 1A de SAETA

SAETA (Sociedad Anónima del Estado de Transporte Automotor) es la empresa encargada del transporte urbano e interurbano de pasajeros en el área  Metropolitana de  Salta.

## Historia
SAETA inició sus actividades el 1 de agosto de 2005,[cita requerida] luego que el gobierno de salta decidiera que el servicio de transporte debiera ser administrado por una única empresa para mejorar la calidad del mismo.[cita requerida] Saeta puede prestar los servicios por sí misma o a través de terceros y en la actualidad lo hace por intermedio de empresas locales que realizaban el servicio de transporte previo a la creación de la sociedad.

## Empresas operadoras
- TADELVA S.R.L.
- Corredor 1A,1B,1C,1Enlace Papa Francisco
- El Cóndor S.A
- Corredor 2A,2B,2C,2D,2E,2F,2G,2 Troncal Sudeste,2 Rosario de lerma
- Transporte San Ignacio S.R.L.
- Corredor 3A,3B,3C,3E,3 Troncal Norte-Oeste,3 Enlace Papa Francisco
- Transal S.R.L
- Corredor 4A,4B,4C,4D,4E,4 La Ciénaga,4 Atocha-San Lorenzo,4 Atocha
- Ale Hermanos S.R.L
- Corredor 5A,5B,5C,5D,5 Troncal Norte-Sur,5 Cerrillos ,5 La Merced,5 Chicoana,5 Cerrillos-Villa los Álamos, 5 Coronel Moldes
- Eduardo Ale S.R.L
- Corredor 6A,6B,6C,6D,6 Troncal Norte-Sur,6 Quijano,6 Quijano-Rosario,6 Colon,6 Encon,6 La Caldera,6 La Silleta
- Alto Molino S.R.L
- Corredor 7A,7B,7C,7D,7E, 7G, 7 Troncal Sudeste,7 Enlace Papa Francisco,7 San Agustin,7 Atocha-San Lorenzo,7 San Lorenzo,7 La Isla-Cerrillos
- Ahynarca S.A
- Corredor 8A,8B,8C,8 Transversal,8 Enlace 14 de Mayo

## Modernidad
SAETA se destaca en Argentina por tener la flota de autobuses más moderna con una antigüedad inferior a 1,4 años. Además, posee un sistema de recaudacion único en el país y monitoreo de las unidades por GPS

## Sistema de recaudación
El sistema de recaudacion implementado en las unidades de SAETA está compuesto por una máquina que lee tarjetas electrónicas. Estas tarjetas poseen una memoria en las cuales se encuentra registrado el saldo que dispone el usuario

## GPS
SAETA implemento un nuevo sistema de control de su flota por medio del GPS (sistema de posicionamiento global). Este sistema permite monitorear desde la sede central la velocidad, los pasajeros a bordo , la ubicación y duración del trajeto de cada una de las unidades de la flota

## Flota
Entre las 900 unidades que prestan el servicio en el área metropolitana se destaca el modelo Mercedes Benz Metalpar Tronador. Además del modelo Tatsa Puma D12, el cual permite transportar pasajeros con movilidad reducida.
La gran mayoría de las unidades cuentan con una antigüedad que va desde un mes a 2 años.
• TADELVA S.R.L.
Metalpar Tronador 2 - Agrale MA 15
Metalpar Tronador 3 - Agrale MA 15
TodoBus San Telmo 2 - Agrale MA 15
TodoBus Retiro - Agrale MT 15
TodoBus Palermo - Agrale MA 15
TodoBus Pompeya III - Agrale MT15
Tatsa Puma D12 - Deutz
• El Cóndor S.A
Metalpar Tronador 2 - Mercedes-Benz OF-1418 y 1519
Ugarte Americano 5 - Mercedes-Benz OF-1621
Italbus Bello 2 - Mercedes-Benz OF-1621
Tatsa Puma D12 - Deutz
• Transporte San Ignacio S.R.L.
Ugarte Americano 4 - Mercedes-Benz OF-1621
Ugarte Americano 5 - Mercedes-Benz OF-1621
Marcopolo Torino - Mercedes Benz OF-1621 
Tatsa Puma D12 - Deutz
• Transal S.R.L.
Metalpar Tronador 2 - Mercedes-Benz OF-1418, 1519 y 1621
Metalpar Tronador 3 - Mercedes-Benz OF-1621
Marcopolo Torino - Mercedes-Benz OF-1621
Nuovobus Cittá (piso alto) Mercedes-Benz OF-1621
Tatsa Puma D12 - Deutz
• Ale Hermanos S.R.L:
Ugarte Americano 3 - Mercedes-Benz OF-1418
Ugarte Americano 4 - Mercedes-Benz OF-1418 y 1519
Ugarte Americano 5 - Mercedes-Benz OF-1621
Italbus Bello 2 - Mercedes-Benz OF-1621
Tatsa Puma D12 - Deutz
. Eduardo Ale S.R.L.
. Alto Molino S.R.L.
Metalpar Tronador 2 - Mercedes-Benz OF-1418 y 1519
Italbus Bello 2 - Mercedes-Benz OF-1418
La Favorita GR II (piso alto) - Mercedes-Benz OF-1519
Metalpar Tronador 3 - Mercedes-Benz OF-1621
Bimet Corwin 3 - Mercedes-Benz OF-1621
La Favorita GR III "AMG" (piso bajo) - Mercedes-Benz OH-1721
La Favorita GR III "AMG" (piso bajo) - Mercedes-Benz OH-1621
La Favorita GR III "AMG" (piso alto) - Mercedes-Benz OF-1621
Nuovobus Cittá (piso alto) - Mercedes-Benz OF-1621
Tatsa Puma D12 - Deutz
• Ahynarca S.A.
Metalpar Tronador 2 - Mercedes-Benz OF-1418 
Metalpar Tronador 2 - Mercedes-Benz OF-1519
Metalpar Tronador 3 - Mercedes-Benz OF-1621
Ugarte Americano 5 - Mercedes-Benz OF-1621
Nuovobus Menghi - Mercedes-Benz OF-1621
Nuovobus Cittá (piso alto) - Mercedes-Benz OF-1621
Nuovobus Cittá (piso bajo) - Mercedes-Benz OH-1721 y OH-1621
Tatsa Puma D12 , Deutz